# Peracle valdiviae
Peracle valdiviae is een slakkensoort uit de familie van de Peraclidae. De wetenschappelijke naam van de soort is voor het eerst geldig gepubliceerd in 1905 door Meisenheimer.